# Tàngara cellablanca
La tàngara cellablanca (Kleinothraupis auricularis) és un ocell de la família dels tràupids (Thraupidae).

## Hàbitat i distribució
Habita la selva pluvial, clars, vegetació secundària i bambú dels Andes de l'est del Perú.